# Vasile Blaga
Pour les articles homonymes, voir Blaga.
Vasile Blaga, né le 26 juillet 1956 à Petrileni, est un homme politique roumain, membre du Parti national libéral (PNL).

## Biographie

### Jeunesse, formation et vie professionnelle
En 1981, il sort diplômé en génie mécanique de l'Institut polytechnique Traian Vuia de Timișoara. Il travaille ensuite comme ingénieur, puis devient directeur commercial de Mecanice Hiperion, à Ștei. Il est marié et père de deux enfants.

### Débuts en politique
Membre du Front de salut national (FSN), il est élu à la Chambre des députés aux élections libres du 20 mai 1990. Dès l'année suivante, il est nommé préfet du județ de Bihor, où il est déjà vice-président de la fédération du FSN.

### Une figure du Parti démocrate
Il n'est pas réélu aux élections législatives du 27 septembre 1992 et participe l'année suivante à la transformation du FSN en Parti démocrate (PD). Relevé en 1993 de ses fonctions de préfet pour devenir directeur régional des Douanes à Oradea, il est élu trois ans plus tard au Sénat.
En 1997, Petre Roman le choisit comme nouveau secrétaire général du PD. Reconduit en 2000 par le nouveau président de la formation Traian Băsescu, il n'est pas réélu sénateur lors du scrutin parlementaire de cette même année. Il devient, un an après, vice-président du parti.

### Premier passage au gouvernement
Lors de l'élection présidentielle de 2004, il dirige la campagne de Traian Băsescu, qui s'impose par 51,23 % des suffrages exprimés au second tour contre le social-démocrate Adrian Năstase. Aux élections législatives concomitantes, il retrouve son siège de sénateur.
Il est choisi, le 21 décembre, comme conseiller du président pour la Défense, la Sécurité et la Sécurité nationale. Il prend alors la direction du département de la Sécurité nationale de l'administration présidentielle. Il est contraint à la démission à peine huit jours plus tard, lorsqu'il est nommé ministre de l'Administration et de l'Intérieur dans le gouvernement de coalition du libéral Călin Popescu-Tăriceanu.

### Un cadre auprès d'Emil Boc
Redevenu en 2005 secrétaire général du PD, désormais présidé par Emil Boc, il est relevé de ses fonctions ministérielles avec l'ensemble des ministres démocrates le 5 avril 2007, à la suite de la rupture de la coalition au pouvoir. À peine quelques mois plus tard, il prend part à la fondation du Parti démocrate-libéral (PDL), qui rassemble le PD et le Parti libéral-démocrate (PLD). Il en est le premier secrétaire général, sous la présidence de Boc.
Après avoir été réélu sénateur aux élections du 30 novembre 2008, il retrouve un portefeuille ministériel. En effet, il devient ministre du Développement régional et du Logement dans le gouvernement de grande coalition d'Emil Boc. L'alliance se rompt le 1er octobre 2009 et il prend l'intérim du ministère de l'Intérieur. Le Premier ministre finit par retrouver une majorité et le 23 décembre suivant, Vasile Blaga retrouve ses anciennes fonctions de ministre de l'Administration et de l'Intérieur.
Il remet sa démission le 27 septembre 2010, trois jours après une manifestation anti-austérité de fonctionnaires de police, au cours de laquelle des policiers se sont rendus sans autorisation devant le palais présidentiel et ont jeté leurs casquettes au sol en signe de protestation. Il n'en reste pas moins une figure de la majorité, puisqu'il se fait élire président du Sénat le 29 novembre 2011 en remplacement du social-démocrate Mircea Geoană.

### Président du PDL
Le 30 juin 2012, à la suite de la déroute du PDL aux élections locales du début du mois, il est choisi pour prendre la succession de Boc à la présidence du parti. Il est révoqué trois jours plus tard de la présidence de la chambre haute par la nouvelle majorité et cède son fauteuil au libéral Crin Antonescu.
Deux mois et demi plus tard, il signe l'accord de coalition de l'Alliance de la Roumanie droite (ARD) en vue des élections législatives du 9 décembre suivant. Malgré le fait que l'ARD connaisse elle aussi une déroute, il est réélu pour un troisième mandat consécutif au Sénat. Il siège alors à la commission parlementaire de la Défense, de l'Ordre public et de la Sécurité. 
En novembre 2014, le PDL fusionne avec le Parti national libéral (PNL), dont Klaus Iohannis est le président.